# Familieroman
Een familieroman is een roman waarin de lotgevallen van een heel gezin of van een hele familie (soms van enkele generaties daarvan) worden beschreven. Sommige familieromans groeien uit tot sociale romans, doordat zij het karakter van de familieroman overstijgen, bijvoorbeeld omdat ze de hele sociale context van zo'n familie in de beschrijving betrekken. 
Enkele bekende familieromans zijn Die Buddenbrooks van Thomas Mann en The Forsyte Saga van John Galsworthy. Ook Louis Couperus schreef meerdere familieromans, zoals De boeken der kleine zielen en Van oude mensen, de dingen, die voorbij gaan....